# フランシスコの平和の祈り

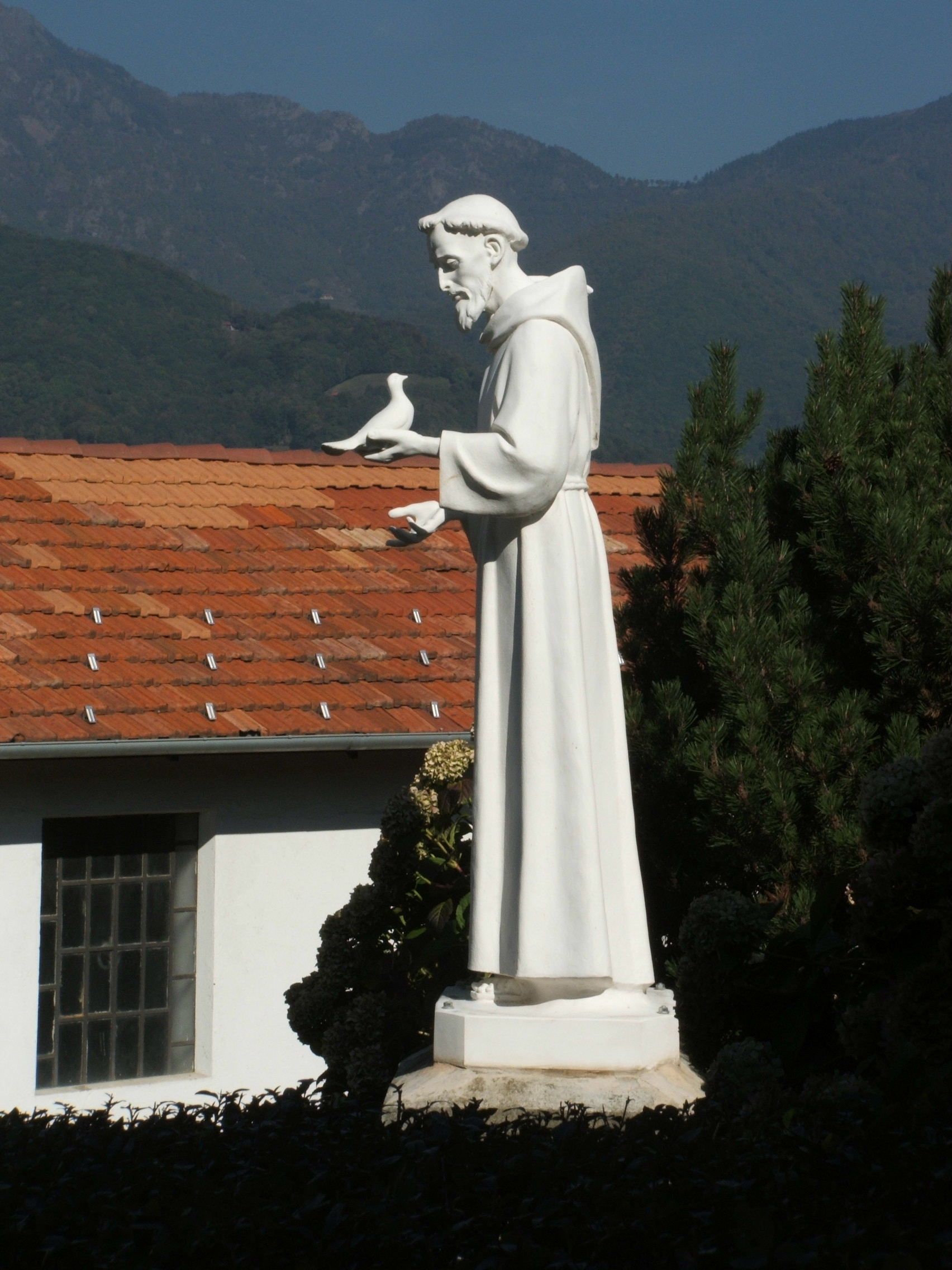
「フランチェスコ像」（イタリア・ピエモンテ州）

フランシスコの平和の祈り（ふらんしすこのへいわのいのり）は、13世紀にイタリア半島で活動したフランシスコ会の創設者、アッシジのフランチェスコ（聖フランシスコ）に由来するとされた祈祷文。実際にはフランシスコの作ではないが、そのように広く信じられて愛唱されており、マザー・テレサやヨハネ・パウロ2世、マーガレット・サッチャーなど著名な宗教家や政治家が演説の中で引用や朗誦を行い、公共の場で聴衆と共に唱和するなどして有名。

## 誕生から誤解までの経緯
今日、広く世界で「聖フランシスコの平和の祈り」として知られる祈祷文は、1912年、第一次世界大戦前夜のフランスのカトリック信徒団体「聖ミサ連盟(Ligue de la Sainte-Messe)」の発行部数8000部の月次報告書『鈴(Le Clochette)』の中に「ミサにおける美しい祈り(Belle prière à faire pendant la Messe)」として無署名で発表されたものが初出である。掲載された報告書の中には、その祈祷文についての一切のコメントは無く、聖フランシスコへの言及もない。また、1919年に廃刊されるこの月次報告書にこの祈祷文が掲載されることはその後は二度と無かった。作者は、団体創設者で月次報告書の編集者であったエステール・ブクレル神父であろうとも推測されているが、それを裏付ける資料は発見されていない。
ブクレル神父は作家のゾラやユダヤ人、フリーメイソン、プロテスタント、イギリス人、ドイツ人などを「敵」扱いするなど、思想的にはカトリック右派に属していた。当時は聖体崇拝運動に関与しており、「聖ミサ連盟」もそれを趣旨とする信徒団体であった。
この祈祷文は、その翌年に『平和の聖母』というノルマンデー地方の信徒団体の年報誌に転載された。それを読んだノルマン人のスタニスラス・ロシュトロン・グラント侯爵が、この祈祷文を広く世に出すことになる。グラント侯爵は「ヨーロッパの祖父」ウイリアム征服王の子孫と称し、『ノルマン通信(Souvenir Normand)』という雑誌に依ってヨーロッパ平和統一運動を行っていた。そして1915年12月に『ノルマン通信』の使者を通じてローマ教皇ベネディクト15世に二つの「平和の祈り」と「ノルマンディーの聖母の祈り」を献上した。この時期は第一次世界大戦下であり、教皇は平和の祈りをカトリック世界によびかけていたのである。
この二つの「平和の祈り」のひとつが、前述した「ミサにおける美しい祈り」そのものだったのだが、ローマ教皇庁の記録によれば「ウイリアム征服王の遺志に啓発されて御心へ捧げられたノルマン通信の祈り」という題名で献上されている。さらに、翌年1916年1月のカトリック機関紙"Osservatore Romano"は「『ノルマン通信』は平和のための祈祷文を教皇様に献じた。ウィリアム征服王の遺志に啓発され、イエスの御心に捧げられたその祈祷文を掲載する。感動的なまでに簡単な原文そのままに」という紹介文と共に「平和のための『ノルマン通信』の祈り」と題した祈祷文の全文をイタリア語で掲載した。 次いで、フランスのカトリック紙『十字架(La Croix)』は、このイタリア語版をフランス語に逆翻訳して掲載した。この時点で、オリジナルの祈祷文からの差異を生じることになったが、祈祷文自体はこの後も様々な題名を付けられながら世に知られて行くようになる。さらにアレクサンドル・ポンはその著作の中で、この祈祷文を引用しながら「これはウイリアム征服王の遺言に基づいた古（いにしえ）の祈祷文である」と説明をつけることで、この祈祷文が古いものであるという誤解を広めた。
この祈祷文は在俗フランシスコ会(第3会)の団体においても愛唱された。その結果、聖フランシスコの御絵（肖像カード）の裏にこの祈祷文が印刷されたものが作成され、広く配られた。この御絵には、祈祷文が聖フランシスコのものだとは書かれていないのであるが、この御絵によって祈祷文の作者が聖フランシスコであるという誤解が生じたのではないかと研究者たちは推測している。
この祈祷文は教派の壁を越えて、プロテスタントにも広がった。この祈祷文を用いた信徒団体の一つが「平和の王子の騎士運動」である。当初は「平和の騎士団の祈り」と名付けていたが、1927年に「アッシジのフランチェスコによる平和の騎士の祈り」と題して祈祷文を印刷したパンフレットを配るようになっていた。その経緯の詳細は不明であるが、これ以降「アッシジのフランシスコによる平和の祈り」という呼称が世に知られていくようになる。
そして、イギリス、スイス、ドイツとオーストリア、オランダへと広がって行った。アメリカでは、第二次世界大戦後にニューヨーク大司教のスペルマン枢機卿とホークス上院議員がこの祈祷文を積極的に国内に広めたと言われており、その過程で「アッシジの聖フランシスコの平和の祈り」という題名が定着していった。

## 本文
この祈祷文は、世に出た直後から色々な雑誌に転載され、翻訳が重ねられた結果、様々な差異を生じている。上述したように、フランス語からイタリア語に翻訳された後、フランス語に逆翻訳されて『十字架』紙に掲載された例もある。その結果、フランス語版ではおおよそ60、英語版ではおよそ40、ドイツ語版ではおよそ20、イタリア語版ではおよそ10のヴァージョンが存在する。以下に示すのは、初出のフランス語版から訳出したものである。

主よ、わたしをあなたの平和の道具としてください。
憎しみのある所に、愛を置かせてください。
侮辱のある所に、許しを置かせてください。
分裂のある所に、和合を置かせてください。
誤りのある所に、真実を置かせてください。
疑いのある所に、信頼を置かせてください。
絶望のある所に、希望を置かせてください。
闇のある所に、あなたの光を置かせてください。
悲しみのある所に、喜びを置かせてください。
主よ、慰められるよりも慰め、理解されるより理解し、愛されるよりも愛することを求めさせてください。
なぜならば、与えることで人は受け取り、忘れられることで人は見出し、許すことで人は許され、死ぬことで人は永遠の命に復活するからです。

この祈祷文がアッシジのフランシスコの作で無いことは、19世紀以前に遡る資料が発見されていないことに加えて、フランシスコが使わなかった言葉遣いが見られること、「私を平和の道具としてください」のような自分と社会との関わりを願う近代的な内容からもほぼ確実であるとされている。とはいえ、形式的には古風にみえる。
この祈祷文は3つの部分に分かれており、最初の部分は「憎しみ／愛」「侮蔑／許し」「分裂／和合」「誤り／真実」「疑い／信頼」「絶望／希望」「闇／光」「悲しみ／喜び」という8組の対比が見られるが、こうした対照法は中世の祈祷文によく見られるものだった。実際の祈祷文で、似たものも幾つか探し出されている。
また、2番目の部分は「慰められる／慰める」「理解される／理解する」「愛される／愛する」という3組の受動態と能動態の対照が使われているが、これは、聖フランシスコと行動を共にしたエジディオにちなむ『兄弟エジディオのことば』に類似例がある。
3番目は「与えることで受け取る」「忘れられることで人は見出し」「許すことで許される」「死ぬことで復活する」の4組の逆説で構成され、「忘れられることで人は見出し」以外は福音書に出典を見出すことができる。
従って、その内容にもかかわらず、この祈祷文が古風に見えたことは、ごく自然なことだったようである。

## 公的な場で用いられた例
フランシスコ会の一部では、国際連合が結成された1945年のサンフランシスコ会議の席上でトム・コナリー上院議員がこの祈祷文を読み上げたと信じられているが、文書記録には残っていない。
カルカッタにおいて貧者のための奉仕活動に携わってきたマザー・テレサは、彼女の修道会でこの祈祷文を毎朝唱え、1979年のノーベル平和賞授賞式においても聴衆に共に唱和することを呼びかけた。南アフリカでアパルトヘイト政策に対して非暴力抵抗を行ったことで1984年のノーベル平和賞を受賞したツツ主教も、この祈祷文を愛唱していたことで知られている。ローマ教皇ヨハネ・パウロ2世は1986年にアッシジで世界宗教会議を開催した際、何度もこの祈祷文を引用し、参加者たちに唱和することを求めた。
イギリス初の女性首相となったマーガレット・サッチャーは就任直後の首相官邸前で、この祈祷文の一節「不一致あるところに調和を、誤りあるところに真実を、疑いあるところには信頼を、絶望あるところに希望を」を引用した。アメリカ大統領ビル・クリントンは1986年に訪米したローマ教皇ヨハネ・パウロ2世を迎えて、この祈祷文を話題に出して「アメリカでは、カトリックやプロテスタントを問わずこの祈祷文を持っています」と言った。
また、ローマ・カトリック教会の第266代教皇であるフランシスコ教皇は2019年に訪日した際に、長崎の平和公園でのスピーチでこの歌を引用し、「主よ、わたしをあなたの平和の道具としてください。憎しみがあるところに愛を、いさかいがあるところにゆるしを、疑いのあるところに信仰を、絶望があるところに希望を、闇に光を、悲しみあるところに喜びをもたらすものとしてください」と述べた。
八巻正治が牧師として運営していた「ラブリー・チャペル」ではフランシスコの「平和を求める祈り」を礼拝時に全員で唱和していた。「『さわやかな風のようにー福祉のまなざしを求めて』（キリスト新聞社、1990年）」（pp.232）

## 歌
「フランシスコの平和の祈り」は様々な人々により作曲されて歌になっているが、その中で自身もフランシスコ会に属したセバスチャン・テンプル（Sebasutian Temple）の曲がよく知られている。英国のダイアナ妃の葬式（1997年）でシネイド・オコナーがこの歌を歌って、彼女のアルバム「Diana, Princess of Wales: Tribute」に収められている。

### 参照
1. ↑  Dr. Christian Renoux, La prière pour la paix attribuée à saint François: une énigme à résoudre (Paris: Editions franciscaines, 2001) ISBN 2-85020-096-4, pp.21-28
2. ↑  Renoux, p.32
3. ↑  Renoux, pp.21-23
4. ↑  Renoux, pp.41-45
5. ↑  Renoux, pp.47-56
6. ↑  Renoux, pp.56-58
7. ↑  Renoux, p.174
8. ↑  Renoux, p.61
9. ↑  Renoux, p.62-63
10. ↑  Renoux, p.63-65
11. ↑  Renoux, p.68-69
12. ↑  Renoux, p.72-75
13. ↑  Renoux, p.75-86
14. ↑  Renoux, p.79-81
15. ↑  Renoux, pp.87-88
16. ↑  Renoux, pp.88-91
17. ↑  Renoux, pp.91-92
18. ↑  Renoux, pp.100-101
19. ↑  Renoux, pp.92-96
20. ↑  Renoux, 63
21. ↑  Renoux, p.128
22. ↑  Renoux, p.26
23. ↑  Renoux, pp.141-142
24. ↑  木村、p.48
25. ↑  木村、p.46
26. ↑  木村、p.47
27. ↑  木村、pp.47-48
28. 1 2 3  Renoux, p.93
29. ↑  Renoux, pp.117-120
30. ↑  Renoux, pp.115-116
31. ↑  Renoux, p.122
32. ↑  “ローマ教皇 長崎 広島でのスピーチ（全文）”.   NHK. 2019年11月25日閲覧。
33. ↑  八巻はこれについて「どうかプロテスタントの教会でカトリックの修道士の文章を用いるなんて、などといったレベルの低いことは言わないでください。そうしたことは本質的にあまり意味のないことです。」と述べている。『前掲書』（pp.233）